# Gullgård
Gullgård är en tidigare småort i Torps socken i Ånge kommun. Orten ligger mellan Ljungaverk och Fränsta. Från 2015 inkluderas orten inom Fränsta tätort.